# Kup Jugoslavije 2000-2001
La Kup Jugoslavije 2000-2001 (Coppa Jugoslava 2000-2001) fu la 10ª edizione della Kup Jugoslavije e la nona della Repubblica Federale di Jugoslavia.
La coppa fu vinta dal Partizan che sconfisse in finale la Stella Rossa nel večiti derbi.

## Squadre partecipanti
Prva liga
- Budućnost Podgorica
- Čukarički Stankom
- Hajduk Kula
- Milicionar
- Napredak Kruševac
- Obilić
- OFK Belgrado
- Partizan
- Rad Belgrado
- Radnički Kragujevac
- Radnički Niš
- Sartid
- Stella Rossa
- Sutjeska
- Vojvodina
- Železnik
- Zemun
- Zeta

Druga liga
- Borac Čačak
- Bud. Banatski Dvor
- Hajduk Belgrado
- Iskra Danilovgrad
- Mladost Apatin
- Mladost Lučani
- Mladost Lukićevo
- Mogren
- Proleter Zrenjanin
- Radnički Belgrado
- Sloga Kraljevo
- Spartak Subotica
- Vrbas
- Železničar Lajkovac

Terza divisione
- nessuna

## Sedicesimi di finale
| Squadra 1           | Risultato       | Squadra 2           |
| ------------------- | --------------- | ------------------- |
| 09.09.2000          |                 |                     |
| Bud. Banatski Dvor  | 1 – 0           | OFK Belgrado        |
| Budućnost Podgorica | 0 – 1           | Železničar Lajkovac |
| Hajduk Belgrado     | 0 – 1           | Stella Rossa        |
| Iskra Danilovgrad   | 0 – 3           | Sartid              |
| Milicionar          | 6 – 0           | Sloga Kraljevo      |
| Mladost Apatin      | 3 – 0           | Sutjeska            |
| Mladost Lukićevo    | 1 – 1 (8-7 dtr) | Radnički Niš        |
| Mogren              | 0 – 0 (1-3 dtr) | Hajduk Kula         |
| Napredak Kruševac   | 3 – 4           | Radnički Kragujevac |
| Partizan            | 4 – 3           | Radnički Belgrado   |
| Proleter            | 0 – 1           | Obilić              |
| Vojvodina           | 7 – 0           | Spartak Subotica    |
| Vrbas               | 0 – 0 (2-3 dtr) | Čukarički Stankom   |
| Železnik            | 1 – 1 (5-3 dtr) | Mladost Lučani      |
| Zemun               | 2 – 0           | Borac Čačak         |
| Zeta                | 2 – 0           | Rad                 |

## Ottavi di finale
| Squadra 1           | Risultato       | Squadra 2      |
| ------------------- | --------------- | -------------- |
| 07.11.2000          |                 |                |
| Radnički Kragujevac | 2 – 4           | Zeta           |
| Čukarički Stankom   | 3 – 2           | Zemun          |
| Bud. Banatski Dvor  | 4 – 1           | Milicionar     |
| Mladost Lukićevo    | 0 – 5           | Partizan       |
| Obilić              | 2 – 1           | Vojvodina      |
| Železničar Lajkovac | 1 – 1 (2-4 dtr) | Mladost Apatin |
| Hajduk Kula         | 1 – 1 (5-3 dtr) | Železnik       |
| Stella Rossa        | 3 – 0           | Sartid         |

## Quarti di finale
| Squadra 1          | Risultato       | Squadra 2         |
| ------------------ | --------------- | ----------------- |
| 08.03.2001         |                 |                   |
| Mladost Apatin     | 3 – 1           | Zeta              |
| Obilić             | 4 – 0           | Hajduk Kula       |
| Bud. Banatski Dvor | 1 – 1 (4-5 dtr) | Stella Rossa      |
| Partizan           | 3 – 2           | Čukarički Stankom |

## Semifinali
| Squadra 1    | Risultato | Squadra 2      |
| ------------ | --------- | -------------- |
| 11.04.2001   |           |                |
| Stella Rossa | 3 – 2     | Mladost Apatin |
| Obilić       | 2 - 5     | Partizan       |

## Finale
| Squadra 1    | Risultato | Squadra 2 |
| ------------ | --------- | --------- |
| 09.05.2001   |           |           |
| Stella Rossa | 0 – 1     | Partizan  |

| Arbitro: | Miroslav Radoman (Lovćenac) |

| |            |                                                                                                  |
| | Marcatori  | 65’ Ilić                                                                                         |
| Kocić Zorić Vitakić (79' Bošković) Lerinc Lalatović Bunjevčević Gvozdenović (74' Marković) Ilić Drulić Aćimović Pjanović | Formazioni | Radaković Rašović Jeremić Saveljić Bajić Duljaj Trobok Ivić Ilić Bečanović Iliev (75' Delibašić) |
| Slavoljub Muslin | Allenatori | Ljubiša Tumbaković                                                                               |